# 圖魯巴雷斯縣
圖魯巴雷斯縣（西班牙語：Cantón de Turrubares），是哥斯達黎加的縣份，位於該國中部，由聖何塞省負責管轄，首府設於聖巴勃羅，始建於1920年6月30日，面積415.29平方公里，海拔高度350米，2011年人口4,638人，人口密度每平方公里11.17人。

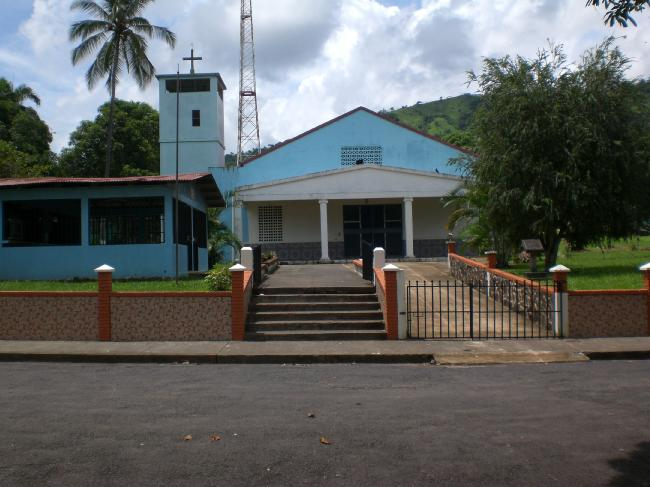

9°4′58″N 84°29′58″W / 9.08278°N 84.49944°W